# Joe Fagan
Joseph „Joe“ Fagan (* 12. März 1921 in Liverpool; † 30. Juni 2001 ebenda) war nach einer kurzen aktiven Karriere besonders als langjähriges Mitglied im Trainerstab des FC Liverpool bekannt. Bei den „Reds“ arbeitete er lange Jahre in zweiter Reihe hinter Bill Shankly und Bob Paisley, war dann gegen Mitte 1980er-Jahre selbst in hauptverantwortlicher Rolle tätig, bevor er sich nach der Katastrophe von Heysel 1985 aus dem Profigeschäft zurückzog. Im Jahr zuvor hatte er das „Triple“ aus Europapokal der Landesmeister, englischer Meisterschaft und Ligapokal gewonnen.

## Sportlicher Werdegang

### Spielerkarriere
Der in Liverpool geborene Joe Fagan wuchs in dem unweit nördlich gelegenen Vorort Litherland auf. Dort sah er im Kindesalter gleichsam Spiele des FC Everton und des FC Liverpool, entschied sich dann aber für die „Reds“; angeblich aus dem einzigen Grund, weil der FC Liverpool über den schöneren Füllfederhalter verfügte. Auch als aktiver Fußballer zeigte er sich früh talentiert, als er 1935 für die St. Elizabeth Central School die Daily Dispatch Trophy gewann. Aus ihm wurde in jungen Jahren ein guter Mittelläufer, der sowohl kopfballstark war als auch in technischen Belangen beschlagen war. Für die Earlstown Bohemians spielte er dann im Amateurbereich, wo er zahlreichen renommierten Vereinen auffiel. Und obwohl ihm auch der FC Liverpool ein Angebot unterbreitete, entschied er sich im Oktober 1938 für Manchester City. Der erhofften Profikarriere stand dann aber der Ausbruch des Zweiten Weltkriegs im Wege, als der Ligaspielbetrieb nach dem Beginn der Kampfhandlungen 1939 für knapp sieben Jahre offiziell ausgesetzt wurde. Während des Kriegs diente Fagan in der Royal Navy und spielte parallel in der sogenannten Wartime League. Dort kam er auch mit Harry Catterick in Kontakt, dem späteren Meistertrainer des FC Everton. Gemeinsam agierten die beiden erstmals 1942 für Manchester City. In der Saison 1946/47 stieg Fagan mit den „Citizens“ in die erste Liga auf und nach seinem ersten Einsatz in der Startelf am Neujahrstag 1947 wurde er im Abwehrzentrum immer mehr zum Schlüsselspieler auf dem Weg zum Erfolg.
In den folgenden vier Jahren absolvierte Fagan 168 Pflichtspiele für Manchester City. Dabei war er Teil einer Mannschaft, die mit einigen hochkarätigen Namen bestückt war; darunter war der Torhüter Frank Swift, der 1958 mit der Mannschaft von Manchester United bei einer Flugzeugkatastrophe ums Leben kam. Im Alter von 30 Jahren wechselte er schließlich ins Trainerfach und beim Amateurklub FC Nelson verdingte er sich als Spielertrainer, während er parallel einem „bürgerlichen Beruf“ als Gaszählerstandsableser nachging. Kurz kehrte er 1953 in den Profifußball zurück und absolvierte in der drittklassigen Football League Third Division North drei Ligaspiele, bevor er noch im selben Jahr eine Assistentenstelle beim AFC Rochdale unter Harry Catterick annahm.

### Trainerlaufbahn
Auf Cattericks Empfehlung schloss sich Fagan 1958 dem Trainerstab des FC Liverpool an, gut 18 Monate bevor dann Bill Shankly zum Verein stieß. Shankly hatte sich bereits als Trainer von Grimsby Town für Fagan interessiert und so versicherte er sich nach seiner Ankunft, dass dieser sicherer Teil seines Teams ist. Der sogenannte „Boot Room“, dem neben Fagan noch Reuben Bennett, Bob Paisley sowie später Tom Saunders angehörten, galt als einer der Hauptgründe des anschließenden Erfolgs, wodurch sich ein mittelmäßiger Zweitligist langfristig zu einem europäischen Spitzenverein entwickelte. Dort wurden in einer Art Hinterzimmerpolitik Strategien und Taktiken entworfen und diskutiert. Die Rolle von „Uncle Joe“, wie Fagan genannt wurde, war dazu die eines Bindeglieds zur Mannschaft. Fagan war aufgrund seiner besonnenen und zielstrebigen Art Ratgeber und Ansprechpartner für die Spieler und mit seiner hohen Fachkompetenz genoss er bei allen Klubfunktionären hohe Anerkennung. Nach einer Zeit als Cheftrainer der Reservemannschaft wechselte er 1971 in den Kotrainerstab der A-Mannschaft und fünf Jahre nach dem Rücktritt von Shankly 1974 beförderte ihn dessen Nachfolger Bob Paisley zum direkten Assistenten.
In den vier Jahren als „rechte Hand“ von Paisley gewann der FC Liverpool bis 1983 jeweils dreimal die englische Meisterschaft (1980, 1982 und 1983) und den Ligapokal (1981, 1982 und 1983) sowie 1981 den Europapokal der Landesmeister. Die nächsten Anzeichen einer weiteren Beförderung kamen während der Saison 1981/82 auf, als der FC Liverpool zwischenzeitlich auf dem zwölften Ligaplatz liegend weit hinter den Erwartungen blieb und Fagan mit deutlichen Worten die Rückbesinnung auf das Wesentliche forderte – die Mannschaft hielt seiner Meinung nach mehr Treffen ab als die Vereinten Nationen.
Als Paisley im Sommer 1983 von seinem Amt zurücktrat, übernahm Fagan im fortgeschrittenen Alter von 62 Jahren schließlich die Chefrolle. Unter seiner Regie gewannen die Reds erstmals in ihrer Geschichte das Triple aus Europapokal der Landesmeister, englischer Meisterschaft und Ligapokal, was ihm fast zwangsläufig die Auszeichnung zum „Trainer des Jahres“ einbrachte. Ein weiteres Jahr später fand seine Trainerkarriere aber ein schnelles Ende. In der englischen First Division landete die Mannschaft hinter dem Lokalrivalen FC Everton auf dem zweiten Ligaplatz und die tragischen Ereignisse im Heysel-Stadion im Vorfeld des Endspiels im europäischen Landesmeisterwettbewerb mit 39 Toten überschattete den Abschied von Trainer Fagan, der bereits vor dem Finale festgestanden hatte. Ihm folgte schließlich der Schotte Kenny Dalglish, der wiederum die Funktion eines Spielertrainers ausübte.
Fagan zog sich danach in den Ruhestand zurück, obwohl er gelegentlich auf dem Trainingsplatz zu sehen war – besonders in der Amtszeit von Roy Evans. Im Alter von 80 Jahren verstarb er dann an den Folgen einer Krebserkrankung.

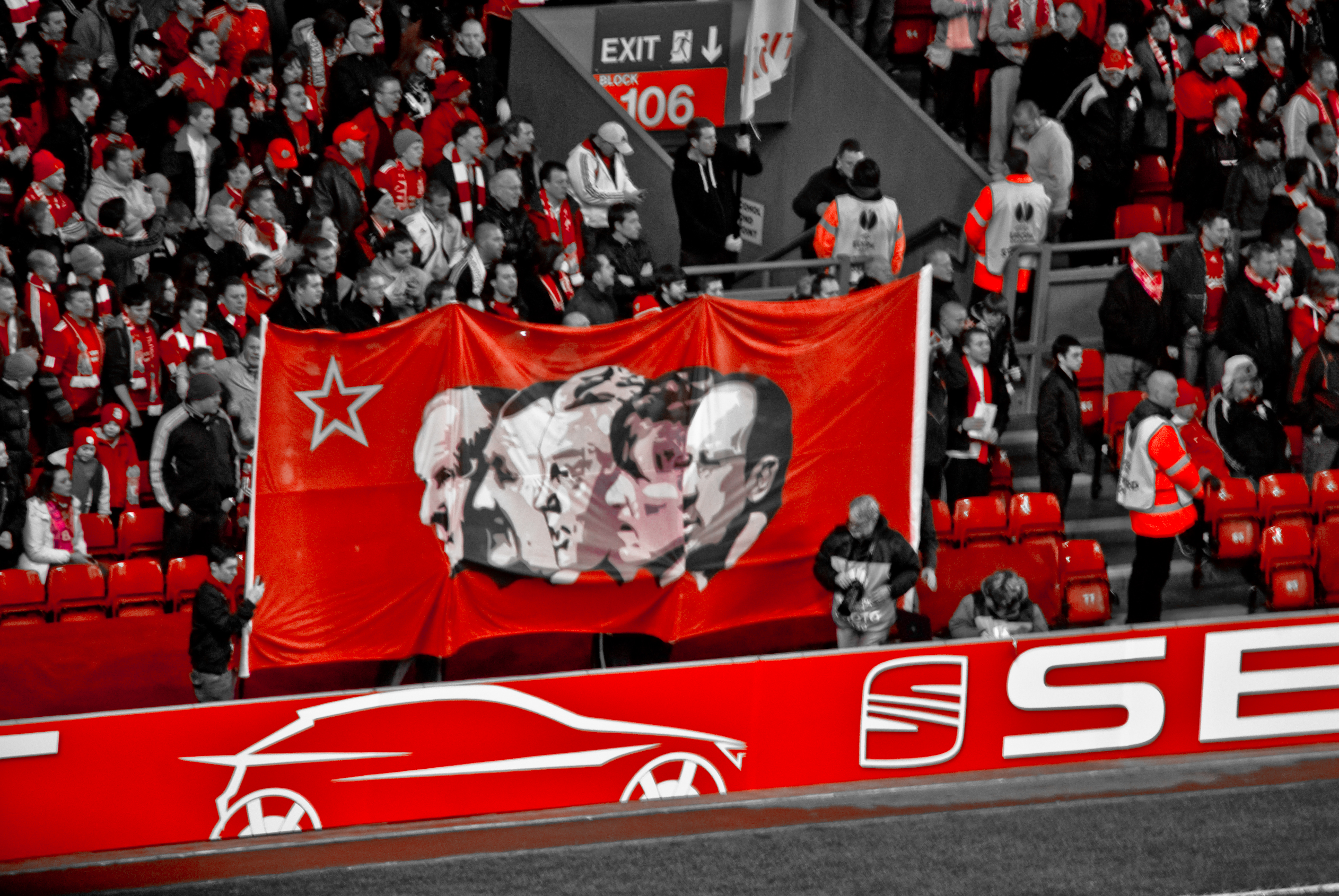
Ehrung von Liverpool Fans für ehemalige Trainer. Joe Fagan ist in der Mitte

## Titel/Auszeichnungen
- Europapokal der Landesmeister (1): 1984
- Englische Meisterschaft (1): 1984
- Englischer Ligapokal (1): 1984